# Конопкі-Тлусте
Конопкі-Тлусте (пол. Konopki Tłuste) — село в Польщі, у гміні Єдвабне Ломжинського повіту Підляського воєводства.
Населення — 79 осіб (2011).
У 1975-1998 роках село належало до Ломжинського воєводства.

## Демографія
Демографічна структура станом на 31 березня 2011 року:
|          | Загалом | Допрацездатний вік | Працездатний вік | Постпрацездатний вік |
| -------- | ------- | ------------------ | ---------------- | -------------------- |
| Чоловіки | 41      | 4                  | 31               | 6                    |
| Жінки    | 38      | 7                  | 20               | 11                   |
| Разом    | 79      | 11                 | 51               | 17                   |